# Thomas Arnold (policier)
Ne doit pas être confondu avec Thomas Arnold.
Thomas Arnold (2 juin 1848 – 17 novembre 1918) est un policier britannique de l'époque victorienne, surtout connu pour son implication dans la traque de Jack l'Éventreur en 1888. Il était d'avis que Mary Jane Kelly n'était pas une victime du tueur,

## Biographie
Fils de Thomas et d'Elizabeth Arnold, Arnold est né à Weald dans l'Essex. Il rejoint la division B de la police métropolitaine (Chelsea) le 19 mars 1855 et démissionne le 20 septembre 1855 pour combattre dans la guerre de Crimée. À la fin des hostilités, il rejoint la police le 29 septembre 1856, étant attaché à la division K (West Ham) avec le numéro de mandat 35059. Il fait la majeure partie de sa carrière dans l'East End de Londres. Il est promu inspecteur le 14 mars 1866 et transféré à la division B.
En 1887, Arnold est impliqué dans l'affaire Lipski (en) et, en 1888, devient commissaire de police de la division H (Whitechapel) au moment des meurtres de Whitechapel dans ce district. Après le « double événement » du petit matin du 30 septembre 1888, la police fouille les zones proches de Mitre Square (en) et Berner Street dans le but de localiser un suspect, des témoins ou des preuves des meurtres d'Elizabeth Stride et de Catherine Eddowes. Vers 3 heures du matin, l'agent Alfred Long découvre un morceau de tissu taché de sang près d'un immeuble de Goulston Street. Il est confirmé plus tard que le tissu avait été découpé dans le tablier d'Eddowes.

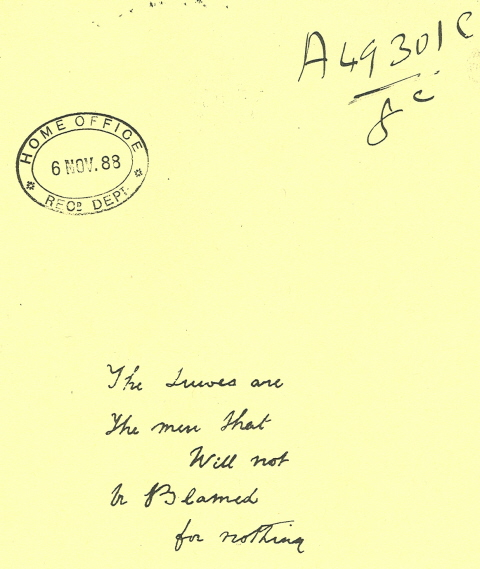
Copie du graffiti de Goulston Street, joint au rapport du commissaire de police métropolitaine Charles Warren au Bureau de l'Intérieur sur les meurtres de Whitechapel.

Sur le mur au-dessus de l'endroit où le tablier a été trouvé, on découvre des graffitis écrits à la craie. P.C. Long rapporte le message comme suit : The Juwes are the men That Will not be Blamed for nothing (« Les juifs ne sont pas des hommes qui seront accusés pour rien »). D'autres policiers rapportent le message de manière légèrement différente : The Juwes are not The men That Will be Blamed for nothing (« Les juifs ne sont pas des hommes à accuser pour rien »). Le commissaire de police Thomas Arnold se rend sur les lieux et voit les graffitis. Estimant qu'au lever du jour, le message serait vu et que cela exacerberait les sentiments antisémites de la population, Arnold ordonne que le graffiti soit effacé. Depuis le meurtre de Mary Ann Nichols, des rumeurs courent dans l'East End selon lesquelles les meurtres seraient l'œuvre d'un juif surnommé Leather Apron (« Tablier de cuir »).
Bien que le graffiti de Goulston Street ait été trouvé sur le territoire de la police métropolitaine, le tablier provenait d'une victime tuée dans la Cité de Londres, qui possède sa propre force de police, la police de la Cité de Londres. Certains policiers ne sont pas d'accord avec l'ordre d'Arnold, notamment ceux de la police de la Cité de Londres, et considèrent le message comme faisant partie d'une scène de crime qui devait au moins être photographié avant d'être effacé. Cependant, l'ordre d'Arnold est confirmé par le commissaire de la police métropolitaine, Charles Warren, et le graffiti est effacé du mur vers 5h30 du matin.
Plus tard, dans son rapport du 6 novembre au ministère de l'Intérieur, Arnold affirme qu'avec le fort sentiment antijuif qui existait déjà, le message aurait pu provoquer une émeute :
« J'ai l'honneur de signaler que le matin du 30 septembre dernier, mon attention a été attirée sur une écriture sur le mur de l'entrée de certaines habitations au 108 Goulston Street à Whitechapel, qui consistait en ces mots : « Les Juifs ne sont pas des hommes qui seront accusés pour rien », et sachant qu'en conséquence des soupçons tombés sur un juif nommé John Pizer alias « Tablier de cuir » ayant commis un meurtre à Hanbury Street (en) peu de temps auparavant, un fort sentiment existait contre les Juifs en général, et comme le bâtiment sur lequel l'écrit a été trouvé était situé au milieu d'une localité habitée principalement par cette secte, je craignais que si l'écriture était laissée, cela aurait sans doute provoqué une émeute et j'ai donc jugé souhaitable qu'il soit retiré, compte tenu du fait qu'il était dans une position telle qu'il aurait été frotté par des personnes entrant et sortant du bâtiment. »
Dans une interview avec l'Eastern Post en février 1893, Arnold déclare que « [...] pas plus de quatre de ces meurtres ont été commis par la même main. Il s'agissait des meurtres d'Annie Chapman à Hanbury Street (en), de MMe Nichols à Buck's Row (en), d'Elizabeth Stride à Berner Street et de Mary Jane Kelly à Mitre Square (en) ». Sa confusion entre Catherine Eddowes et Kelly signifie qu'il n'est pas certain qui il écarte, mais en réduisant le nombre de victimes de Jack l'Éventreur à quatre, il contredit Melville Macnaghten. Cependant, il faut se rappeler qu'Arnold servait dans la division H de Whitechapel lors des meurtres de l'Éventreur, tandis que Macnaghten ne rejoignit la police métropolitaine qu'en juin 1889. L'historien Andrew Cook écrit dans son livre Jack the Ripper: Case Closed que lors de son dîner de retraite en 1893, Arnold a déclaré qu'il n'avait jamais cru que Mary Jane Kelly était une victime de l'Éventreur.
Le 1er février 1893, Arnold prend sa retraite de la police,. Il meurt à Leytonstone en janvier 1907.